# Matthieu Gourdain
Matthieu Roger Jean Gourdain (* 4. Mai 1974 in Vernon) ist ein ehemaliger französischer Säbelfechter.

## Erfolge
Matthieu Gourdain wurde 1996 in Limoges im Einzel Vizeeuropameister sowie 1999 in Bozen mit der Mannschaft Europameister. Bei Weltmeisterschaften gelang ihm 1997 in Kapstadt und 1999 in Seoul der Titelgewinn, zudem gewann er 2001 im Einzel Bronze. Bei den Olympischen Spielen 2000 in Sydney erreichte er im Einzel das Finale, in dem er Mihai Covaliu mit 12:15 unterlag und damit die Silbermedaille erhielt. Auch mit der Mannschaft zog er nach Siegen über die Ukraine und Deutschland ins Finale ein. Russland setzte sich in diesem mit 45:32 gegen die französische Equipe durch, womit Gourdain eine weitere Silbermedaille gewann.